# Mary Devens
Mary Devens (* 17. Mai 1857 in Ware, Massachusetts; † 13. März 1920 in Cambridge, Massachusetts) war eine US-amerikanische Fotografin. Sie ist eine der bekanntesten Persönlichkeiten unter den Piktorialisten und Gründungsmitglied der Photo-Secession.

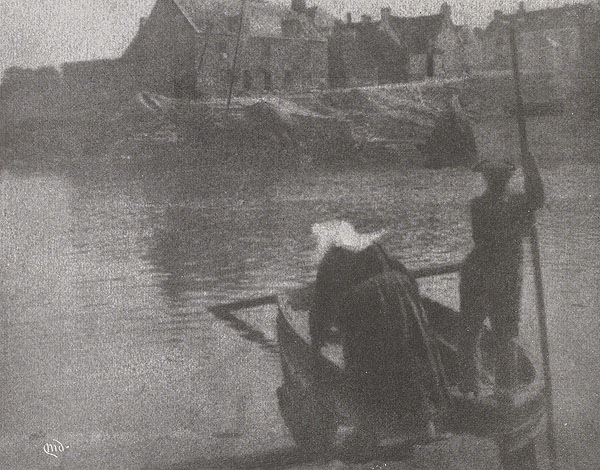
The Ferry, Concarneau, 1904

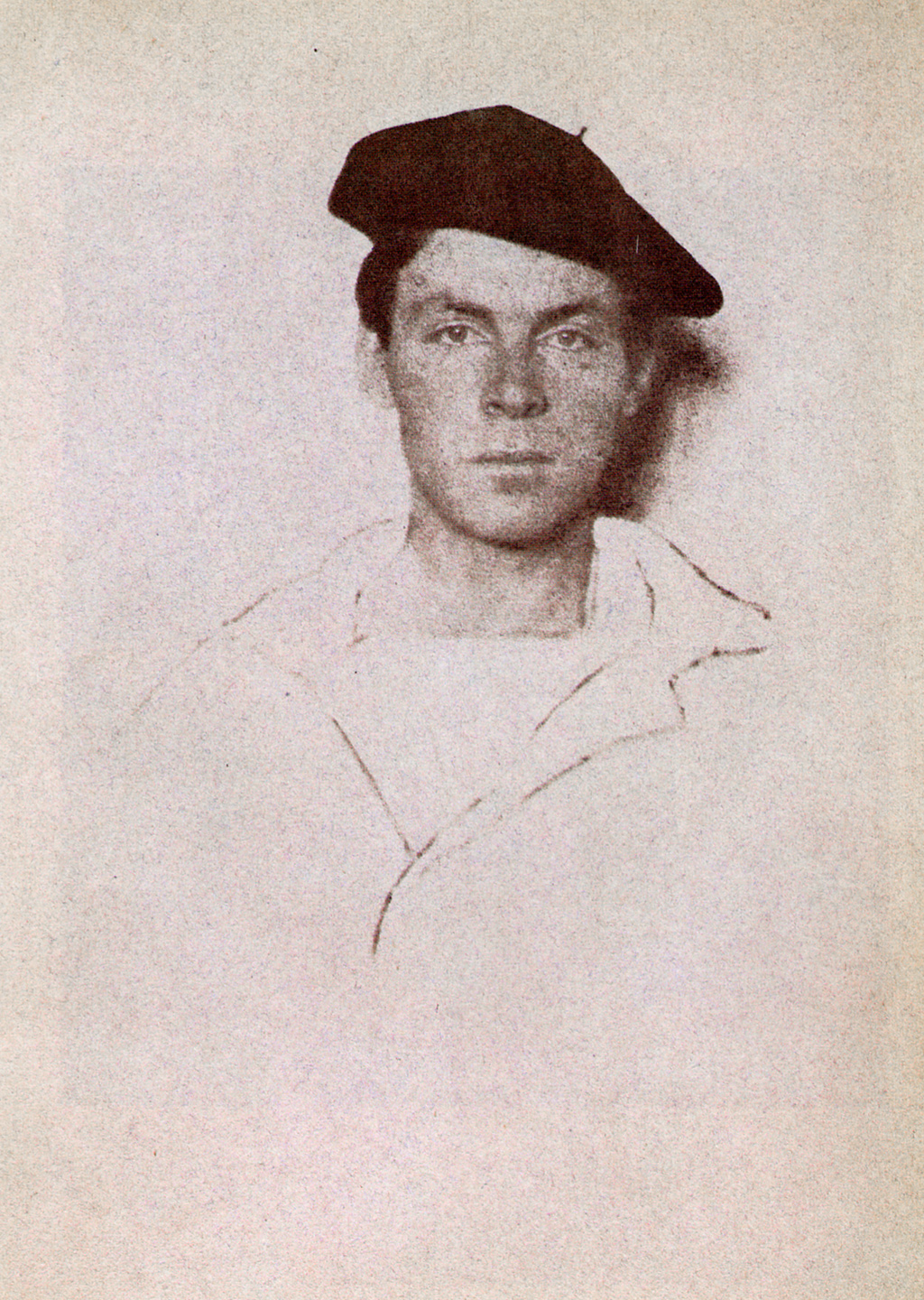
Kohlezeichnungs-Effekt. Fotogravur, 1902

## Leben
Mary Devens war die Tochter von Arthur Lithgow Devens and Agnes Howard White Devens. Sie wuchs in Cambridge, Massachusetts auf und entdeckte früh ihr Interesse für Fotografie. Sie entwickelte ein großes Interesse für Reproduktionstechniken, die dem Fotografen Gestaltungsspielraum ließen; besonders den Ozotyp-Prozess, den Platindruck und das Gummi-Bichromatverfahren. Letzteres beherrschte sie schließlich so gut, dass sie es 1896 in einem Kurs im Cambridge Photographic Club lehrte.
Im Alter von etwas über 30 Jahren begegnete sie dem Bostoner Fotografen F. Holland Day, der sie in ihrer weiteren Karriere förderte. Er reichte fünf ihrer Fotografien zum Londoner fotografischen Salon von 1898 ein und machte sie bekannt mit Alfred Stieglitz, dem einflussreichen Galeristen, Gründer der amerikanischen Photo-Secession und Herausgeber der Zeitschrift Camera Work. Day stellte ihre Arbeit auch in seiner Vorlesung Photography as Fine Art (Fotografie als Kunst) von 1900 im Harvard Camera Club vor und reichte einige ihrer Drucke 1901 zur Ausstellung The New School of American Photography ein. Mit Stieglitz unterhielt Mary Devens über viele Jahre hinweg einen Briefwechsel.
1900–1901 reiste sie nach Europa und traf dort Edward Steichen und Robert Demachy. Demachy war von ihren Arbeiten so beeindruckt, dass er mehrere davon zu der von Frances Benjamin Johnston organisierten Ausstellung in Paris einreichte, die ausschließlich Werke von Fotografinnen zeigte.
1902 wurde sie in die britische Fotografengruppe Linked Ring aufgenommen und wurde eines der Gründungsmitglieder der Photo-Secession. Im selben Jahr nannte Stieglitz sie in einem Artikel im Century Magazine eine der zehn einflussreichsten piktorialistischen Fotografen der USA. Ihr Bild The Ferry, Concarneau veröffentlichte er 1904 in seiner Zeitschrift Camera Work.
Um diese Zeit begann ihre Sehkraft aus unbekanntem Grund stark nachzulassen. Nach 1904 zeigte sie nur noch wenige Werke in Ausstellungen. Stieglitz nahm 1905 ihre Arbeiten in die Eröffnungsausstellung der Galerie 291 auf. Aus der Zeit nach 1905 sind keine fotografischen Arbeiten mehr von ihr bekannt.